# Micropora fissurata
Micropora fissurata is een mosdiertjessoort uit de familie van de Microporidae. De wetenschappelijke naam van de soort is voor het eerst geldig gepubliceerd in 1927 door Waters.